# Pablo Rodríguez Flores
Pablo Rodríguez Flores (Turón, Asturias, España, 8 de marzo de 1955) es un exfutbolista español que jugaba como delantero.

## Clubes
| Club            | País   | Año       |
| --------------- | ------ | --------- |
| C. D. Gijón     | España | 1975-1976 |
| C. D. Mestalla  | España | 1976-1978 |
| Valencia C. F.  | España | 1978-1984 |
| U. D. Salamanca | España | 1984-1985 |
| Levante U. D.   | España | 1985-1986 |

## Palmarés

### Campeonatos nacionales
| Título       | Club           | País   | Año  |
| ------------ | -------------- | ------ | ---- |
| Copa del Rey | Valencia C. F. | España | 1979 |

### Copas internacionales
| Título              | Club           | País                                       | Año  |
| ------------------- | -------------- | ------------------------------------------ | ---- |
| Recopa de Europa    | Valencia C. F. | Bruselas (Bélgica)                         | 1980 |
| Supercopa de Europa | Valencia C. F. | Nottingham (Reino Unido) Valencia (España) | 1980 |